# Karl Feuerer
Karl Feuerer (* 11. September 1907 in München; † 1968) war ein deutscher Kommunist, Widerstandskämpfer gegen das NS-Regime und KZ-Häftling.

## Lebensdaten
Feuerer war Mitglied der Kommunistischen Partei Deutschlands (KPD) und befand sich seit 1933 in Haft. Von 1939 bis 1945 war er Häftling im KZ Buchenwald. Hier organisierte er die Verbindung der Kommunisten aus dem Süden von Bayern untereinander. Im Block 30 war er zum Stubendienst eingeteilt, später tat er Dienst in der Häftlingsbücherei, in der Schreibstube und nach einer Strafversetzung in den Steinbruch war er in der Häftlingskantine eingesetzt.
Im Jahre 1945 erlebte er die Befreiung des KZ Buchenwald. Er engagierte sich erneut in der KPD, für die er bei der Bundestagswahl 1949 erfolglos im Bundestagswahlkreis München-Land kandidierte.

## Schriften (Auswahl)
- Alfred Michael Andreas Bunzol: Augenzeugenbericht des Häftling Nr. 738 im KZ Buchenwald 1937–1945. Die Leben des Buchenwaldhäftlings Alfred Bunzol 738. Verlag Rockstuhl, Bad Langensalza 2013, ISBN 978-3-86777-603-5 (books.google.de – Gedicht Goethe und der Buchenwald von Carolus [Karl Feuerer] aus dem Jahr 1944).
- Carolus Feuerer: 3 Wochen jenseits den „Eiserner Vorhang“. Ein Tatsachenbericht über die Ostzone. Landesbezirksleitung Bayern der KPD, München 1946, OCLC 778833734.
- Karl Feuerer: Was ging in „Dora“ vor sich? Ein Tatsachenbericht aus dem Konzentrationslager „Dora“, später K.L. Mittelbau, bei Nordhausen, unveröffentlichte Ms. München, ohne Jahresangabe (um 1948)